# پشت پرده مه
پشت پرده مه فیلمی به کارگردانی پرویز شیخ‌طادی محصول سال ۱۳۸۳ است که برنده جایزه پروانه زرین بهترین فیلم و بهترین بازیگر نوجوان از نوزدهمین دوره جشنواره بین‌المللی فیلم‌های کودکان و نوجوانان شده است.
از بازیگران این فیلم می‌توان به جهانگیر الماسی، رزیتا غفاری، علیرضا شیخ‌الاسلامی و فاطمه طاهری اشاره کرد.

## داستان
مرتضی، کودک ناشنوایی که پدرش را از دست داده، در روستایی با مادرش زندگی می‌کند. او که دانش‌آموز درس‌خوانی نیست، در برخورد با آموزگار بداخلاق مدرسه (فتاحی)، کاملاً بی‌انگیزه می‌شود. در ادامه وقتی که همکلاسی‌های مرتضی، او را از قصد ازدواج معلم با مادرش آگاه می‌سازند، او نسبت به مادر خود و آموزگار بدبین می‌شود.